# Ionos
1&1 Ionos (1 & 1 IONOS, ранее 1 & 1 Internet) — хостинговая компания. Основана в Германии в 1988 году и в настоящее время принадлежит United Internet. Помимо веб-хостинга, она также предоставляет регистрацию доменов, SSL-сертификаты, почтовые сервисы, конструктор веб-сайтов и облачный хостинг, а также виртуальные частные серверы и выделенные серверы. У компании есть две штаб-квартиры: одна в Монтабаур, Германия, а другая в Честербрук, Пенсильвания. Генеральный директор компании — Ахим Вайс.
В 40 странах работают около 2000 сотрудников, 8 миллионов клиентов, 10 центров обработки данных и более 90 000 серверов. После посредственных результатов в Польше и Италии стратегия компании, основанная на международной экспансии через открытие филиалов, была пересмотрена в пользу поглощения конкурентов, таких, как испанский Arsys (2013) и польский home.pl Вместе с поглощением home.pl обсуждалось возможное IPO сегмента веб-хостинга в 2017 году.